# Aeridinae
Aeridinae – podplemię roślin z rodziny storczykowatych (Orchidaceae). Obejmuje 113 rodzajów i ponad 1590 gatunków. Rośliny występują głównie w Azji Południowo-Wschodniej i Wschodniej, Indiach, wschodniej Australii, na wyspach Oceanii oraz w centralnej i wschodniej Afryce.

## Systematyka
Podplemię sklasyfikowane do plemienia Vandeae z podrodziny epidendronowych (Epidendroideae) w rodzinie storczykowatych (Orchidaceae), rząd szparagowce (Asparagales) w obrębie roślin jednoliściennych.
Wykaz rodzajów
- Abdominea J.J.Sm.
- Acampe Lindl.
- Adenoncos Blume
- Aerides Lour.
- Amesiella Schltr. ex Garay
- Arachnis Blume
- Armodorum Breda
- Ascocentropsis Senghas & Schildh.
- Ascocentrum Schltr.
- Ascochilopsis Carr
- Ascochilus Ridl.
- Ascoglossum Schltr.
- Biermannia King & Pantl.
- Bogoria J.J.Sm.
- Brachypeza Garay
- Calymmanthera Schltr.
- Ceratocentron Senghas
- Ceratochilus Blume
- Chamaeanthus Schltr.
- Chiloschista Lindl.
- Christensonia Haager
- Chroniochilus J.J.Sm.
- Cleisocentron Brühl
- Cleisomeria Lindl. ex G.Don
- Cleisostoma Blume
- Cleisostomopsis Seidenf.
- Cordiglottis J.J.Sm.
- Cottonia Wight
- Cryptopylos Garay
- Cymbilabia D.K.Liu & Ming H.Li
- Deceptor Seidenf.
- Dimorphorchis Rolfe
- Diplocentrum Lindl.
- Diploprora Hook.f.
- Dryadorchis Schltr.
- Drymoanthus Nicholls
- Dyakia Christenson
- Eclecticus P.O'Byrne
- Eparmatostigma Garay
- Esmeralda Rchb.f.
- Gastrochilus D.Don
- Grosourdya Rchb.f.
- Gunnarella Senghas
- Haraella Kudô
- Holcoglossum Schltr.
- Hygrochilus Pfitzer
- Hymenorchis Schltr.
- India A.N.Rao
- Jejewoodia Szlach.
- Kipandiorchis P.O'Byrne & Gokusing
- Luisia Gaudich.
- Macropodanthus L.O.Williams
- Malleola J.J.Sm. & Schltr.
- Megalotus Garay
- Micropera Lindl.
- Microsaccus Blume
- Microtatorchis Schltr.
- Mobilabium Rupp
- Nothodoritis Z.H.Tsi
- Omoea Blume
- Ophioglossella Schuit. & Ormerod
- Ornithochilus (Lindl.) Wall. ex Benth.
- Papilionanthe Schltr.
- Papillilabium Dockrill
- Paraphalaenopsis A.D.Hawkes
- Parapteroceras Aver.
- Pelatantheria Ridl.
- Penkimia Phukan & Odyuo
- Pennilabium J.J.Sm.
- Peristeranthus T.E.Hunt
- Phalaenopsis Blume
- Phragmorchis L.O.Williams
- Plectorrhiza Dockrill
- Pomatocalpa Breda
- Porphyrodesme Schltr.
- Porrorhachis Garay
- Pteroceras Hasselt ex Hassk.
- Renanthera Lour.
- Rhinerrhiza Rupp
- Rhinerrhizopsis Ormerod
- Rhynchogyna Seidenf. & Garay
- Rhynchostylis Blume
- Robiquetia Gaudich.
- Saccolabiopsis J.J.Sm.
- Saccolabium Blume
- Samarorchis Ormerod
- Santotomasia Ormerod
- Sarcanthopsis Garay
- Sarcochilus R.Br.
- Sarcoglyphis Garay
- Sarcophyton Garay
- Schistotylus Dockrill
- Schoenorchis Reinw. ex Blume
- Sedirea Garay & H.R.Sweet
- Seidenfadenia Garay
- Seidenfadeniella C.S.Kumar
- Singchia Z.J.Liu & L.J.Chen
- Smithsonia C.J.Saldanha
- Smitinandia Holttum
- Spongiola J.J.Wood & A.Lamb
- Staurochilus Ridl. ex Pfitzer
- Stereochilus Lindl.
- Taeniophyllum Blume
- Taprobanea Christenson
- Thrixspermum Lour.
- Trachoma Garay
- Trichoglottis Blume
- Tuberolabium Yamam.
- Uncifera Lindl.
- Vanda R.Br.
- Vandopsis Pfitzer
- Ventricularia Garay
- Xenikophyton Garay

Wykaz hybryd
- × Sedirisia J.M.H.Shaw